# Киевское (Синельниковский район)
Киевское (укр. Київське) — село,
Великомихайловский сельский совет,
Синельниковский район,
Днепропетровская область,
Украина.
Код КОАТУУ — 1224881004. Население по переписи 2001 года составляло 48 человек.

## Географическое положение
Село Киевское находится в 1,5 км от левого берега реки Средняя Терса,
примыкает к селу Кодакское.